# Љубав на помолу
Љубав на помолу (тур. Afili aşk) турска је љубавно-хумористичка телевизијска серија, емитована на Kanal D од 12. јуна 2019. до 19. марта 2020. године. Српска премијера серије била је 14. фебруара 2022. на Првој.

## Радња
Керем (Чаглар Ертугрул) је згодни и кокетни син једне од најбогатијих истанбулских породица која се бави производњом текстила. Он је леп, паметан, згодан и прави плејбој који живи пуним плућима, али његов стил живота не наилази на очево одобравање. Због тога не може да доспе на позицију коју прижељкују у компанији.
С друге стране, Ајше (Бурџу Озберк) је паметна и лепа девојка која потиче из сиромашне породице. Запослена је у фабрици Керемовог оца и под сталном контролом посесивне браће. Ајше једини спас види у удаји за свог вољеног Берка, али њена браћа имају друге планове. По сваку цену желе да је удају за богатог комшију Сабрија, а како би се спасила, Ајше саопштава Берку да што пре мора да је ожени. Нажалост, то се не уклапа у његове планове, јер Берк не само да се плаши Ајшине браће, већ му је идеја брака неприхватљива. Да ствар буде гора, Ајше га хвата у прељуби и то са својом најбољом другарицом.  
Након Беркове издаје, Ајше планира „љубавну замку” у коју увлачи Керема. Иако у старту није расположен за њене играрије, Керем брзо увиђа да би му договор са Ајше, донео корист. Свако ће добити оно што му је потребно - Ајше освету и слободу од браће која желе да је удају за човека ког не воли, а Керем очеву позицију у фирми.

## Улоге
| Глумац:            | Улога:                | Епизода: |
| ------------------ | --------------------- | -------- |
| Чаглар Ертугрул    | Керем Јигитер         | 1—38     |
| Бурџу Озберк       | Ајше Озкајали Јигитер | 1—38     |
| Алтан Еркекли      | Мухсин Јигитер        | 1—38     |
| Бениан Донмез      | Мелахат Озкајали      | 1—38     |
| Неше Бајкент       | Јелда Јигитер         | 1—38     |
| Танер Румели       | Риза Озкајали         | 1—38     |
| Угур Узунел        | Еркут Озкајали        | 1—38     |
| Серкај Тутунџу     | Волкан Чекерек        | 1—38     |
| Асена Тугал        | Хулја Јигитер         | 1—38     |
| Озан Дагез         | Самет Јигитер         | 1—38     |
| Зејнеп Тугче Бајат | Џејда Аран            | 1—38     |
| Гузиде Арслан      | Гонџа Дурмаз          | 1—38     |
| Берил Позам        | Назмије Озкајали      | 1—38     |
| Умутџан Утебај     | Сабри Хороз           | 1—38     |
| Вурал Џејлан       | Кадир Хороз           | 1—38     |
| Бану Инан          | Нермин Хороз          | 1—38     |
| Хира Су Јилдиз     | Бусе Озкајали         | 1—38     |

## Преглед серије
| Сезона | Сезона | Број турских епизода | Број српских епизода | Оригинално емитовање | Оригинално емитовање | Оригинално емитовање | Српско емитовање  | Српско емитовање | Српско емитовање |
| Сезона | Сезона | Број турских епизода | Број српских епизода | Премијера            | Финале               | Оригинални емитер    | Премијера         | Финале           | Српски емитер    |
| ------ | ------ | -------------------- | -------------------- | -------------------- | -------------------- | -------------------- | ----------------- | ---------------- | ---------------- |
|        | 1.     | 38                   | 94                   | 12. јун 2019.        | 19. март 2020.       |                      | 14. фебруар 2022. | 24. јун 2022.    | Прва             |